# Spurwinkia
Spurwinkia is een geslacht van weekdieren uit de klasse van de Gastropoda (slakken).

## Soort
- Spurwinkia salsa (Pilsbry, 1905)